# Фернандес, Рашан
Рашан Фернандес (нидерл. Rashaan Fernandes; род. 29 августа 1998 или 29 июля 1998, Роттердам, Южная Голландия) — нидерландский футболист, нападающий кипрского клуба «Омония 29М».

## Клубная карьера
Фернандес — воспитанник клубов «Фейеноорд» и «Твенте». 6 мая 2018 года в матче против НАК Бреда он дебютировал за клуб в Эредивизи. В июле 2019 года, Рашан был на просмотре в клубе «Гоу Эхед Иглз», но не получил предложение контракта. После окончания сезона 2021/22 стал игроком «Гоу Эхед Иглз» и подписал контракт на три года.
В январе 2024 года до конца сезона 2023/24 перешёл на правах аренды в португальский «Униан Лейрия».
8 июля 2024 года перешёл в кипрский клуб «Омония 29М» из Никосии. 24 августа дебютировал в чемпионате Кипра в матче против АЕЛа. 2 ноября забил дебютный гол в матче с «Омонией», принеся своей команде ничью.

## Международная карьера
В 2015 году в составе юношеской сборной Нидерландов Фернандес принял участие в юношеском чемпионате Европы в Болгарии. На турнире он сыграл в матчах против команд Ирландии, Англии и Италии.